# الخلوة الغربية (أسلم)

تعديل مصدري - تعديل

الخلوة الغربية هي إحدى قرى عزلة أسلم الشام بمديرية أسلم التابعة لمحافظة حجة، بلغ تعداد سكانها 111 نسمة حسب تعداد اليمن لعام 2004.